# Liste der Bodendenkmäler in Murnau am Staffelsee
Auf dieser Seite sind die Bodendenkmäler in dem oberbayerischen Markt Murnau am Staffelsee zusammengestellt. Diese Tabelle ist eine Teilliste der Liste der Bodendenkmäler in Bayern. Grundlage ist die Bayerische Denkmalliste, die auf Basis des Bayerischen Denkmalschutzgesetzes vom 1. Oktober 1973 erstmals erstellt wurde und seither durch das Bayerische Landesamt für Denkmalpflege geführt wird. Die folgenden Angaben ersetzen nicht die rechtsverbindliche Auskunft der Denkmalschutzbehörde.

## Bodendenkmäler in Murnau am Staffelsee

### Bodendenkmäler in der GemarkungHechendorf
| Lage                  | Objekt | Akten-Nr.     | Bild |
| --------------------- | --- | ------------- | ---- |
| Hechendorf (Standort) | Straße der römischen Kaiserzeit. | D-1-8333-0056 |      |
| Hechendorf (Standort) | Untertägige mittelalterliche und frühneuzeitliche Befunde im Bereich der Katholischen Filialkirche St. Anna in Hechendorf und ihrer Vorgängerbauten. | D-1-8333-0072 |      |

### Bodendenkmäler in der Gemarkung Murnau a.Staffelsee
| Lage                           | Objekt | Akten-Nr.     | Bild |
| ------------------------------ | --- | ------------- | ---- |
| Murnau a.Staffelsee (Standort) | Grabhügel vorgeschichtlicher Zeitstellung. | D-1-8332-0018 |      |
| Murnau a.Staffelsee (Standort) | Reihengräberfeld des frühen Mittelalters. | D-1-8333-0025 |      |
| Murnau a.Staffelsee (Standort) | Untertägige mittelalterliche und frühneuzeitliche Befunde im Bereich von Schloss Murnau und seiner Vorgängerbauten mit Kapelle und Körpergräbern des hohen Mittelalters.          | D-1-8333-0052 |      |
| Murnau a.Staffelsee (Standort) | Verebnete Schanze der späten Neuzeit (1809). | D-1-8333-0063 |      |
| Murnau a.Staffelsee (Standort) | Untertägige mittelalterliche und frühneuzeitliche Befunde im Bereich der Katholischen Pfarrkirche St. Nikolaus in Murnau und ihrer Vorgängerbauten.                               | D-1-8333-0074 |      |
| Murnau a.Staffelsee (Standort) | Körpergräber der späten Neuzeit. | D-1-8333-0117 |      |
| Murnau a.Staffelsee (Standort) | Körpergräber des frühen Mittelalters. | D-1-8333-0129 |      |
| Murnau a.Staffelsee (Standort) | Untertägige spätmittelalterliche und frühneuzeitliche Befunde im Bereich der Katholischen Filialkirche St. Georg in Ramsach und ihrer Vorgängerbauten mit aufgelassenem Friedhof. | D-1-8333-0132 |      |
| Murnau a.Staffelsee (Standort) | Untertägige frühneuzeitliche Befunde im Bereich der Katholischen Filialkirche Mariahilf in Murnau und ihres Vorgängerbaus.                                                        | D-1-8333-0141 |      |

### Bodendenkmäler in der Gemarkung Ohlstadt
| Lage                | Objekt                           | Akten-Nr.     | Bild |
| ------------------- | -------------------------------- | ------------- | ---- |
| Ohlstadt (Standort) | Straße der römischen Kaiserzeit. | D-1-8333-0006 |      |

### Bodendenkmäler in der GemarkungWeindorf
| Lage                | Objekt | Akten-Nr.     | Bild |
| ------------------- | --- | ------------- | ---- |
| Weindorf (Standort) | Grabhügel vorgeschichtlicher Zeitstellung. | D-1-8333-0010 |      |
| Weindorf (Standort) | Untertägige spätmittelalterliche und frühneuzeitliche Befunde im Bereich der Katholischen Wallfahrtskirche St. Leonhard in Froschhausen und ihrer Vorgängerbauten. | D-1-8333-0136 |      |
| Weindorf (Standort) | Untertägige spätmittelalterliche und frühneuzeitliche Befunde im Bereich der Katholischen Filialkirche St. Martin in Weindorf und ihres Vorgängerbaus.             | D-1-8333-0139 |      |